# Monarquía feudal en Francia
La Monarquía feudal en Francia es un periodo histórico de la Edad Media en Francia, en el que desapareció la noción romana de res publica y la autoridad real, en beneficio de una red de vasallaje en torno al rex francorum. Sin embargo, en un amplio periodo de tiempo, los reyes franceses fueron ampliando el territorio real y afirmando su poder real sobre los principados territoriales de los grandes señores feudales, y al establecer estructuras burocráticas centralizadas se va a dar paso a la Edad Moderna en Francia.

## Historia

### El legado carolingio (843-987)
Carlomagno continuó la política de sus predecesores los mayordomos austrasianos de otorgar beneficios territoriales (en régimen de usufructo y no de propiedad) a cambio de contar fidelidad y apoyo militar de los terratenientes, gracias a que contaba con el botín de sus campañas militares, e incluso otorgó la administración del imperio a aquellos nobles que se le habían encomendado a él personalmente bajo un vínculo de fidelidad. Pero la paralización de la expansión territorial en época de Ludovico Pío, finalizó un periodo de beneficios para la aristocracia, que ambicionando mejorar su patrimonio, dirigieron sus apetencias interviniendo en la rivalidades internas que eclosionaron en varias guerras civiles que implicaron al emperador y sus hijos. El Tratado de Verdún (843) entre los nietos de Carlomagno supuso la incapacidad de mantener una unidad política del imperio, quedando el título imperial reducido a carácter simbólico. Carlos II el Calvo recibió la Francia occidentalis en lucha contra su sobrino Pipino II el rey de Aquitania. Es este territorio de Carlos II el Calvo el que evolucionó en la moderna nación francesa.
De esta forma, a pesar de la amplitud del imperio, este carecía de ejército permanente, de marina, de fortificaciones sólidas, o de un sistema financiero. El sistema administrativo estaba en manos de una aristocracia ligada al rey por lazos de fidelidad, puesto que los recursos del rey se circunscribían a las rentas de sus dominios, de modo que el soberano, incapaz de pagar a sus agentes, se vio obligado a elegirlos entre la aristocracia (que reunía el poder militar y su propio sustento) con lo que el rey se vio incapaz de imponerles su autoridad, careciendo de fuerza propia suficiente para oponérseles. Tras la dislocación territorial de Verdún, cada reino se preocupó de su propia defensa. 
En la década de 840, se incrementaron las incursiones vikingas, así en 845 los vikingos saquearon París, y entre 856-862, llevaron una acción fructífera en el Sena, a las que se añadieron en el Rin, el Somme, el Loira, el Garona, e incluso en el Ródano. En Francia occidental, las medidas del rey Carlos II se mostraron ineficaces, y la defensa, cuando se hizo, se llevó a cabo localmente levantando fortificaciones privadas sin autorización real. Los resultados de esto vienen ejemplificados durante el reinado del Carlos el Simple (898-922), cuando los normandos de Rollón el Caminante fueron reconocidos como vasallos en el área costera aguas abajo de París, en una región que se conocería como Normandía. Entretanto, los nobles ante la incapacidad real de hacer valer su autoridad, pudieron apropiarse de sus beneficios territoriales (que inicialmente les fue otorgado como usufructos) y trasmitirlos a sus hijos, además de usurpar los derechos reales, como el de acuñación de moneda, los peajes e incluso, la administración de justicia. 
Un reino en el que la aristocracia territorial se ha apropiado de las funciones administrativas, que aprovecha en su propio beneficio y las transmite a sus descendencia, despojando de poder efectivo al monarca, dio lugar a la concentración de poder en "principados territoriales", debido a que la nobleza había arraigado en una región geográfica donde había adquirido varios territorios (condados) y establecido relaciones familiares. Así tenemos el ducado de Aquitania, Borgoña, y Normandía, los condados de Anjou, Champaña, Blois, Flandes, Barcelona y Tolosa. Todos estos principados reconocían al rey como su soberano, pero se sustraían a la intervención el mismo. 
Dada pues la nulidad del poder monárquico, la misma monarquía se hizo electiva. A la muerte de Carlomán II en 884, no le sucedió su hermano Carlos, sino su primo el emperador Carlos III el Gordo, por elección, y tras la deposición de éste eligieron a Eudes en 888, el conde de París. Frente a éste, algunos nobles se rebelaron y eligieron a Carlos el Simple (893), que fue depuesto (922) y en su lugar los nobles eligieron al hermano del rey Eudes, Roberto I de Francia, y a su muerte (923), eligieron a su yerno Raúl. En 936, falleció el rey, y el noble más poderoso, Hugo el Grande (marqués de Neustria y conde de París, hijo del rey Roberto I), logró que los nobles llamaran al hijo de Carlos el Simple, Luis IV de Francia, recibiendo el título de Duque de los francos. Sin embargo, los carolingios sólo tenían tierras en Laon, Compiègne, Reims y Soissons, de modo que su política pasó a estar mediatizada y en conflicto con los intereses del duque de los francos y por el recién restaurado imperio, cuyo emperador va a procurar ejercer su influencia sobre Francia occidentalis, así los reyes Lotario y Hugo Capeto fueron sobrinos del Otón I.

### Dinastía Capeto (987-1316)

Territorios bajo influencia de Hugo Capeto

Al fallecer Luis V de Francia en 987 sin descendencia, el arzobispo Adalberón de Reims, enemistado con los últimos reyes carolingios Lotario y Luis V, convenció a los nobles que no eligieran al carolingio Carlos de Lorena ya que era vasallo del emperador y como tal había intentado usurpar la corona en 978, así que la elección se produjo en beneficio de Hugo Capeto. No obstante, la situación del monarca era muy exigua ya que solamente ejercía su influencia en torno al área de las ciudades de París y Orléans, y se encontraba amenazado por sus enemigos el conde de Blois y por el conde de Vermandois.
No obstante, como rey, se situaba el la cima de la pirámide feudal, de forma que no era vasallo de nadie y los grandes señores le debían fidelidad por medio de prestarle homenaje por sus posesiones, con estas premisas podía convocar a la hueste durante un tiempo determinado, readquirir feudos sin heredero, y confiscar los feudos de los señores felones; por otro lado, la afirmación de su posición real, venía establecida resaltando el carácter sacro de la monarquía, al consagrarse como rey en Reims con la Sagrada Ampolla —que se suponía traída por el Espíritu Santo para bautizar a Clodoveo. 

Francia en época de los primeros capetos

Pero de forma más práctica, mantuvo su posición al instigar confrontaciones entre los nobles más poderosos, y en la familia de los mismos; y por medio de hacer elegir como rey a su hijo primogénito, durante la vida del propio rey, siendo Felipe II el último rey que fue así elevado en vida de su padre.
Mientras, los primeros reyes Capeto, fueron afianzando su posición, no ya  como reyes, sino como señores de sus propios feudos. El duque de Normandía se hizo coronar rey de Inglaterra en 1066, y tras acabar el periodo de Anarquía en Inglaterra, el rey francés Luis VII se encontró frente que el rey de Inglaterra Enrique II, vasallo suyo era mucho más poderoso que él mismo, ya que por herencia era duque de Normandía y conde de Anjou y Maine, y por matrimonio con la exreina de Francia y duquesa de Aquitania y Gascuña, Leonor de Aquitania, llegó a adquirir Guyena, Gascuña, Poitou, Lemosín, Angoumois, Saintonge y Périgord; y por otro lado, por el sur, se desarrolló una creciente influencia del rey de Aragón sobre Languedoc.
El reinado de Felipe II va a suponer un punto de inflexión en la monarquía francesa. Contra los angevinos, va a fomentar las disputas entre los distintos miembros de la familia real inglesa, de forma que se va a apropiar de feudos ingleses, los cuales van a quedar reducidos a Guyena; y en el sur, el Rey francés va a apoyar la Cruzada albigense para extender su influencia sobre el Languedoc. Para afirmar el poder real sobre las nuevas tierras, realizó cambios administrativos al servicio de una concepción de bien público, no en vano, Felipe II empezó a titularse como Rey de Francia, frente a Rey de los francos utilizado con anterioridad. Todos estos logros van a confirmarse tras su victoria en la Batalla de Bouvines (1214), y la posición dinástica de los Capeto quedó tan plenamente consolidada, que la monarquía dejó de ser electiva y pasó a serlo hereditaria, terminando la costumbre de coronar como rey al posible sucesor en vida del padre. 

Conquistas de Felipe Augusto

Sus sucesores van a afirmar el poder monárquico, organizándose instituciones como la corte real de justicia, los parlamentos, la moneda real, la Cámara de cuentas; los reyes apoyan el desarrollo de las ciudades frente a los señores feudales, y ampliaron los territorios del dominio real especialmente con Languedoc y Champaña. Para evitar la división del reino o guerras civiles entre el rey y sus hermanos, los monarcas infeudaban a sus hijos varones con territorios llamados apanage, que revertían a la Corona en caso de extinguirse la línea masculina.

### Fin de los Capetos y su sucesión (1316-1337)
Las leyes de sucesión al trono de Francia no se codificaron hasta septiembre de 1791. Como los reyes de la Dinastía de los Capetos desde el año 987 siempre habían dejado un sucesor, nunca se había planteado un problema sucesorio de esta naturaleza, pero en 1316 la muerte del rey Luis X suscitó el problema sucesorio, ya que solo tenía una hija de 6 años (Juana II de Navarra) y una esposa embarazada, quien dio luz a un varón, el rey Juan I de Francia, pero murió a los cinco días. Su tío, el regente Felipe de Poitiers, aprovechó el escándalo de la torre de Nesle para cuestionar la legitimidad de su sobrina, como hija de Margarita I de Borgoña —acusada y castigada por adúltera— a pesar de que había nacido unos años antes de tales sucesos; además, por contraste, este argumento no impidió que Juana fuera reconocida como legítima reina de Navarra, junto a su esposo Felipe de Évreux, unos años más tarde. Felipe de Poitiers también rechazó los derechos dinásticos de otra mujer, Isabel, hija de Felipe III y casada con el rey inglés Eduardo II, para impedir que este pudiera dirigir el país como rey consorte. Por todo ello, además de su mayor grado de proximidad con San Luis,  movió a Felipe de Poitiers a motivar su consagración como rey con el apoyo de parte de la nobleza. En febrero de 1317, los Estados Generales aprobaron la coronación de Felipe y declararon que las mujeres no llegarían a ser reinas de Francia. A la muerte de Felipe V (1322), sin descendencia masculina le sucedió su hermano Carlos IV. A la muerte de Carlos IV en 1328 dejaba como descendencia una hija, María, y su viuda embarazada, quien finalmente dio a luz a otra hija. Realmente en estas fechas aún no se invoca la conocida ley sálica, que tardaría aún varios años (en 1358) en servir de argumento para justificar estos rechazos a posteriori, especialmente para el caso de los derechos dinásticos de Juana II de Navarra que, aunque fallecida ya entonces, servían de base a su hijo Carlos II de Navarra para defender sus acciones y aspiraciones al trono francés. 
Una vez soslayados los derechos de las hijas de Luis X, Felipe V y Carlos IV, los aspirantes al trono eran Felipe de Valois como primo hermano del rey difunto y nieto de Felipe III, Felipe de Évreux, como primo de Carlos IV y de Felipe de Valois, casado con Juana II de Navarra, hija de Luis X y, como consorte, junto a ella, jurado como Felipe III rey de Navarra (1329). 
Un tercer candidato era el sobrino de Carlos IV, hijo de su hermana Isabel, que era el rey de Inglaterra Eduardo III. Sin embargo, la hermana del rey tenía una reputación detestable, ya que había conspirado contra su marido el rey Eduardo II y había hecho abdicar con la colaboración de su amante Lord Mortimer, y por otro lado, existía rechazo en otorgar la corona a un rey extranjero. El argumento para rechazarlo fue negar que las mujeres podían transmitir los derechos al trono, ya que no los tenían, con lo que se pretendía así evitar querellas civiles entre la descendencia de los últimos reyes capetos. No en vano, aunque Carlos II de Navarra, hijo de los reyes de Navarra Juana II y Felipe III no había nacido, Felipe de Borgoña, Conde de Auvergne, nieto mayor de Felipe V, podría tener más derecho que el rey de Inglaterra. Con todo, en la figura de Carlos II de Navarra confluyen tanto los derechos dinásticos maternos como los paternos.
Con estas premisas, finalmente, Felipe de Valois, no tuvo oposición en ser proclamado rey en una Asamblea de nobles y prelados en Vincennes y coronado el 29 de mayo de 1328.
Estos hechos dieron lugar al establecimiento posterior de una justificación legal, basada en la recién redescubierta y ancestral ley sálica, por la cual las mujeres no podían ni reinar ni transmitir los derechos al trono de Francia a su descendencia.

### Hacia la guerra (1328-1337)
Pese a que Eduardo III, rey de Inglaterra había reconocido a Felipe VI como rey y su suzerano por el ducado de Guyena, y como tal le había prestado homenaje. Distintos episodios propiciaron el inicio de las hostilidades pero se concretaron en la aspiración del rey de Inglaterra en ser el sucesor de Carlos IV:
- Apoyo de Francia a los escoceses, Eduardo III invadió Escocia en 1333 para imponer como rey a Eduardo Balliol y el rey David II se exilió a Francia.
- En Guyena, el rey francés pretendía hacer efectiva su suzeranía sobre Guyena resolviendo o revocando las apelaciones de los juicios que en ella se producía.
- El apoyo inglés al cuñado del rey Felipe, Roberto III de Artois, que había sido proscrito en el proceso por la adquisición del condado de Artois, y exiliado en Inglaterra va animar al rey inglés a que reasumiera sus derechos al trono de Francia.

En 1336, Eduardo III, embarga la exportación de lana a Flandes, lo que condujo a una rebelión de las ciudades, Felipe VI respondió confiscando Guyena y Ponthieu a Eduardo, Finalmente a finales de 1337, el rey de Inglaterra envió al obispo de Lincoln denunciando el homenaje prestado al rey de Francia. La guerra había comenzado.

### "La Guerra de los Cien Años"

Evolución de la guerra.

La movilización de ambos reinos fue lenta dada la dificultad económica de ambos reyes. El rey de Inglaterra se alió con los rebeldes flamencos asegurándoles los suministros de lana, y en febrero de 1340 desembarcaba en Flandes y era proclamado rey de Francia en Gante con el apoyo de Jacob van Artevelde
De 1337 a 1360, bajo los reinados de Felipe VI y Juan II, los ingleses se encadenaron victorias frente a los franceses y su sistema feudal: Sluys, Crécy, Calais, Poitiers; en esta última batalla fue apresado el rey de Francia, y su hijo asumió una regencia que hubo de hacer frente a las revueltas campesinas de la Grande Jacquerie. Por otro lado, Juan II debió afrontar las intrigas del rey Carlos II de Navarra, nieto de Felipe IV, por ampliar su influencia y poder en Francia. 
De 1360 a 1376. En el Tratado de Brétigny (1360), el rey de Inglaterra renunció al título francés y a cambio percibió una Guyena ampliada con Gascuña, Poitou, Saintonge y Aunis, Agenais, Périgord, Lemosín, Quercy, Bigorra, Gauré, Angoumois, Rouergue, Montreuil-sur-Mer, Ponthieu, Calais, Sangatte, Ham y Guînes, sin prestar homenaje al rey de Francia. 
El rey Carlos V va a proceder a la labor de reconstruir el país, ya que pudo librarse de los conflictos en el exterior anejos a la guerra entre Francia e Inglaterra: por un lado, la Guerra de Sucesión Bretona (1341-1364), cuyo nuevo duque Juan V (hijo de Juan de Monfort), pese a haber sido apoyado por los ingleses, terminó por reconocer al rey Carlos V de Francia; y por otro lado, la segunda guerra de independencia escocesa (1332-1357). 
Debido a los conflictos en la aplicación de Bretigny, en 1368, Eduardo III se proclamó rey de Francia y Carlos V denunció el tratado; la neutralización de Carlos II de Navarra y la resolución en favor de los Trastámara de la guerra civil castellana (1366–1369) y el subsiguiente arreglo de la Guerra de los Dos Pedros (1356 a 1375), proporcionó a Carlos V el apoyo internacional para reiniciar las hostilidades, que fueron favorables para el bando francés: Pontvallain, La Rochelle. Bertrand Du Guesclin, condestable de Francia llevó a cabo la reconquista del territorio utilizando las táctica fabianas. Es en este clima de guerra cuando se van a forjar las nacionalidad francesa frente a los enemigos ingleses. 
De 1376 a 1389. Cuando se acuerda a tregua de Brujas, el 27 de junio de 1376, los ingleses sólo estaban en posesión de las tierras aledañas a Calais, Cherburgo, Brest, Burdeos y Bayona. Tras la muerte de Eduardo III de Inglaterra en 1377, dejando a un menor, Ricardo II de Inglaterra, los franceses van a intentar atacar Inglaterra misma, y el rey francés va a tratar de anexionarse Bretaña. La muerte de Carlos V en 1380 dejando otro menor, Carlos VI de Francia, la Revuelta de los Campesinos de Wat Tyler de 1381 en Inglaterra, y la de los Tuchins (1381-1384), la de los Maillotins (1382) y la de la Harelle (1382), serán puntos de inflexión para llegar a la Tregua de Leulinghen el 18 de julio de 1389, que finalizará esta fase de la guerra. 
De 1389 a 1415. A partir de 1392, el rey Carlos VI de Francia, empezó a sufrir crisis psicóticas, cada vez más extensas, con lo cual, se constituyó un consejo de regencia presidido por la reina Isabel en el que se van a formar dos facciones para apropiarse del poder: por un lado, el duque de Orléans Luis, hermano del rey, que originará los armagnacs, y por otro,el duque de Borgoña Juan sin miedo, primo del rey, que originará los borgoñones. 
Esta lucha de poder entre armagnacs y borgoñones, se va a intensificar tras mandar asesinar Juan sin Miedo al duque de Orléans en 1407, ya que se va a iniciar la guerra civil entre ambas facciones. Los ingleses se van a aprovechar de la situación apoyando puntualmente a uno u otro bando o comprando su neutralidad. 
De 1415 a 1429. En 1415, Enrique V de Inglaterra desembarcó con un ejército en Francia con la intención de afianzar la posición de la Casa de Lancaster en trono inglés y aumentar sus ingresos con tierras que habían pertenecido a sus predecesores, sin embargo la disentería afectó a dicho ejército inglés, que en retirada fue alcanzado en Azincourt, donde derrotó completamente a los franceses, ante la neutralidad del duque de Borgoña. En Azincourt, la estructura política, económica y militar de Francia había sido descabezada, y a pesar de que el rey inglés regresó a Inglaterra, el conflicto entre los bandos armañac y borgoñón se agravó, lo que permitió al rey de Inglaterra regresar a Francia.
Tres meses después de la victoria en Azincourt, los ingleses reiniciaron las hostigaciones en territorio francés y el rey de Inglaterra emprendió la conquista del ducado de Normandía: Caen (1417), Ruan (enero de 1419). 
Mientras, los franceses enfrascados en una guerra civil entre armañacs y borgoñones, no opusieron resistencia a los ingleses. París y el Rey estuvieron controlados por los Armagnac entre 1413 y 1418. En junio de 1418 los borgoñones se hicieron dueños de París, y el delfín Carlos VII, nuevo líder del partido armañac, se refugió en las tierras de Yolanda de Aragón. 
El delfín temiendo la alianza anglo-borgoñona, establece contactos con el duque de Borgoña, Juan sin miedo. Pero el 10 de septiembre de 1419, el duque de Borgoña es asesinado por partidarios armañac cuando iba a entrevistarse con el delfín, quienes temían que el Delfín pudiera haberse acercado a las posiciones borgoñonas. El Delfín fue acusado de haber ordenado el asesinato, y el nuevo duque de Borgoña, Felipe el Bueno, entró en alianza con los ingleses, que dio como resultado el Tratado de Troyes. Entretanto, el Delfín se alió con los escoceses quienes le procuraban refuerzos.
En este tratado, el Delfín fue declarado hijo bastardo de Luis de Orléans, y el rey Enrique V de Inglaterra se desposó con Catalina de Valois, hija de Carlos VI y pasó a ser el heredero del trono de Francia y regente en vida del rey. A finales de 1420, Enrique V entró en París, y el tratado fue ratificado por los Estados Generales.
De esta manera, Francia quedó partida en tres influencias: al sur del río Loira menos Guyena, fiel al Delfín, el noroeste para los ingleses y el resto oriental para los borgoñones, cuyo interés estaba en sus territorios en los Países Bajos.
En 1422, se produjeron las muertes de Enrique V y Carlos VI. Ahora bien, la sucesión estaba dividida, por un lado estaba el delfín Carlos como el legítimo heredero de Carlos VI, pero si se le había desheredado por haber sido declarado ilegítimo, el siguiente sería Carlos I de Orléans, en cautividad de Inglaterra, pero finalmente el tratado de Troyes estipulaba que el heredero era el hijo de Enrique V y Catalina de Valois, hija de Carlos VI, y así Enrique VI, de pocos meses, pasó a ser rey de Francia y de Inglaterra con un regente, el duque de Bedford. Carlos VII reivindicó el título real para sí, pero permaneció en el sur de Francia sin esforzarse en expulsar a los ingleses, mientras que los ingleses le otorgaban el sobrenombre de "rey de Bourges".
A pesar de la alianza franco-escocesa tuvo victorias frente a los ingleses, los ejércitos ingleses permanecieron dueños de los campos de batalla, y así, en la batalla de Verneuil (1424), derrotaron totalmente al ejército franco-escocés, de modo que los efectivos escoceses quedaron muy limitados en Francia. 
De 1429 a 1453. Los ingleses prosiguieron afirmando posiciones en Francia, e iniciaron el sitio de Orléans en octubre de 1428. Ante la desesperación de los leales al delfín Carlos, apareció una campesina adolescente iluminada por Dios, Juana de Arco. Juana elevó la moral de las tropas, que forzaron el levantamiento del sitio e iniciaron una ofensiva que logró una aplastante victoria en Patay, la cual abrió el camino del delfín para ser consagrado como Rey.
El 17 de julio de 1429, Carlos VII fue coronado Rey en la catedral de Reims, lo cual le dio la legitimidad que le había quitado el tratado de Troyes. Los ingleses, respondieron coronando Rey a Enrique VI de Inglaterra el 16 de diciembre de 1431 en Notre-Dame de París.
Juana trató de fortalecer su posición frente a la nobleza feudal partidaria de Carlos con nuevos éxitos militares, pero fue derrotada en París y Compiègne, y finalmente, ya en desgracia, fue capturada en 1430 por el duque de Borgoña, Felipe. Entregada a los ingleses, fue procesada por la Inquisición bajo la acusación de hechicería, condenada a muerte y ejecutada en la hoguera en Ruan (1431) sin que Carlos hiciese nada práctico por ayudarla.
Mientras, el avance francés se ralentizó ya que los ingleses aún mantenían la superioridad táctica, destacando John Talbot. En 1435, los franceses y borgoñones acercaron posturas y firmaron el Tratado de Arrás (1435), por el que acabó la guerra civil entre armañacs y borgoñones al reconocer estos últimos a Carlos VII como Rey. De esta forma, aunque los nuevos aliados borgoñones no eran constantes, puesto que estaban más interesados en expandirse por los Países Bajos, los franceses pudieron recuperar París en 1436.
Carlos VII inició la modernización del ejército, formando un ejército permanente, frente a las levas campesinas feudales, lo que resultó una revuelta nobiliaria, la Praguerie (1440).
En 1449, los franceses tomaron Ruan, y en 1450, los bretones aliados con los franceses derrotaron a los ingleses en Formigny; tras esta victoria los franceses procedieron a capturar Caen, Cherburgo, Burdeos y Bayona. En 1452, los ingleses retomaron Guyena, pero en la Batalla de Castillon, los ingleses fueron tan definitivamente derrotados, que no hubo ejército inglés para defender sus posiciones, de modo que las ciudades gasconas fueron capitulando a los franceses. El 19 de octubre de 1453 capituló Burdeos, quedando únicamente Calais en poder de Inglaterra (hasta 1558). 
No obstante, la invocación de los derechos del rey inglés sobre el Trono francés no acabó, y varios tratados posteriores entre Francia e Inglaterra gestionaron la renuncia de dichos derechos, así lo encontramos en el Tratado de Picquigny (1475), el Tratado de Étaples (1492) y el Tratado Saint-Germain-en-Laye (1514). En el Acta de Unión (1800) el Rey de Gran Bretaña e Irlanda renunció al su reivindicación sobre Francia.

### La formación de la monarquía autoritaria
Tras la muerte de Carlos VII, su hijo Luis XI prosiguió la política de su padre de limitar el poder de la nobleza, que se inició una revuelta feudal contra la autoridad real, la Liga del Bien público en 1465. A pesar de no obtener un triunfo sobre los rebeldes, emprendió acciones para recuperar su poder, lo que va a chocar con las ambiciones expansionistas del duque de Borgoña Carlos el Temerario. A la muerte de este último en la Batalla de Nancy de 1477, Luis se apropió de gran parte de los territorios borgoñones al agotarse la descendencia masculina revertía la apanage al dominio real, la paz llegó con el  Tratado de Arrás (1482), que permitió al rey francés permanecer en las tierras borgoñonas ya ocupadas y dejas los señoríos de los Países Bajos al archiduque Felipe de Habsburgo. La Corona llevó a cabo un esfuerzo para someter a la nobleza militar con cargos al servicio del rey, mejorar el sistema de tributación, lo que permitió contar con unos ingresos para crear un ejército permanente con artillería, lo que a su vez redundó en la reducción de la dependencia de las levas feudales, y además , la centralización administrativa requería que los militares apoyaran la labor de los oficiales de la administración y de justicia.
A la muerte de Luis XI, le sucedió su hijo Carlos VIII bajo la regencia de su hija Ana de Beaujeu, momento aprovechado por la nobleza para promover otra revuelta dirigida por Luis II de Orléans en contra de la regente, conocida como la Guerra Loca (1485-1488). Una vez alcanzada la mayoría de edad, fue animado por el Papa Inocencio VIII y el duque de Milán Ludovico Sforza, para expulsar del trono napolitano a los Trastámara, basándose en sus derechos titulares sobre el reino obtenidos tras el fallecimiento de Carlos V de Maine en 1481. Ante esto, hizo tratados de paz con sus vecinos: Étaples (1492) con Inglaterra, Barcelona (1493) con Aragón, y Senlis (1493) con los Habsburgo sobre Borgoña. Y en 1494 cruzó los Alpes y entró en Italia, comenzando un nuevo periodo en la historia de Francia y de Europa, las Guerras italianas.